# Centro Cultural de Belém
Het Centro Cultural de Belém is een cultureel centrum in de freguesia  Belém in Lissabon, Portugal. Het complex werd aanvankelijk gebouwd om het programma van het voorzitterschap van de Raad van de Europese Unie in 1992 te huisvesten. Op de lange termijn zou het gebruikt worden als locatie voor conferenties, tentoonstellingen en uitvoerende kunsten (zoals opera, ballet en concerten). Het is het grootste complex met culturele voorzieningen in Portugal, met een oppervlakte van meer dan 140.000 m2.
Het complex huisvest onder meer het Berardo Collectie Museum.

## Geschiedenis
De bouw van het complex is gestart in 1988 en werd voltooid in september 1992. Voorafgaand aan de bouw werd er een architectuurwedstrijd georganiseerd voor het definitieve ontwerp van het complex. Van de 57 nationale en internationale inzendingen werden uiteindelijk zes voorstellen uitgenodigd om een voorlopig project in te dienen. Het uiteindelijke voorstel, ingediend door de Italiaanse architect Vittorio Gregotti en de Portugese architect Manuel Salgado, was ontworpen om vijf verschillende ruimtes te huisvesten. Hiervan zijn uiteindelijk drie ruimtes daadwerkelijk gebouwd: een conferentiecentrum, een centrum voor uitvoerende kunsten en een ruimte voor tentoonstellingen.